# Bruno Manser – Die Stimme des Regenwaldes
Bruno Manser – Die Stimme des Regenwaldes ist ein Schweizer Filmdrama von Niklaus Hilber aus dem Jahr 2019. Der Film erzählt die Geschichte des Schweizer Umweltaktivisten Bruno Manser.

## Handlung
Der Schweizer Umweltaktivist Bruno Manser reist 1984 in den Dschungel von Borneo. Er schliesst sich der indigenen Bevölkerung der Penan an und lernt von ihnen das Überleben im Regenwald. Die Zukunft der Ureinwohner ist jedoch durch die Holzindustrie gefährdet, die im Regenwald tropische Hölzer abbaut. Manser beschliesst, die Penan im Kampf gegen die Holzfäller anzuführen.
Über zwanzig indigene Penangruppen bauen Barrikaden auf den Wegen, auf denen die Holzlaster fahren. Eine Zeitlang ist das Thema in der Presse. Dann werden die Proteste niedergewalzt. Manser sieht ein, dass er die Rodungen besser aus der Schweiz bekämpfen kann.
Er bringt das Thema Tropenholz in die öffentliche Diskussion, kann aber kein Embargo gegen Malaysia erzwingen. Der UNO-Generalsekretär Boutros Boutros-Ghali trifft sich mit Manser und schlägt die Zertifizierung von Holz über die ITTO vor.
Manser will, dass den Penan Rechte an ihren Jagdgebieten zugestanden werden. Der Staat Malaysia und die dort sehr starke Holzlobby wollen das mit der Begründung verhindern, die Penan seien ja Nomaden. Manser sieht die einzige Chance darin, dass die Penan ihre Gebiete selbst kartieren. Er reist illegal nach Malaysia und bespricht seine Idee mit den Penan. Auf dem Weg von einer Penangruppe zur anderen verliert sich seine Spur im Urwald. Fünf Jahre später wird er in der Schweiz für verschollen erklärt.

## Auszeichnungen
- Der Film gewann den erstmals vergebenen Science Film Award des Zurich Film Festival.[1]
- Schweizer Filmpreis 2020 in der Kategorie Bester Darsteller (Sven Schelker)[2][3]

Darüber hinaus gelangte Bruno Manser in die Vorauswahl für die Golden Globe Awards 2021 (Bester fremdsprachiger Film).